# Гнидино (Опочецький район)
Гнидино (рос. Гнидино) — присілок в Опочецькому районі Псковської області Російської Федерації.
Населення становить 41 особу. Входить до складу муніципального утворення Пригородна волость.

## Історія
Від 2015 року входить до складу муніципального утворення Пригородна волость.

## Населення
| 2001 | 2002 | 2010 | 2012 | 2013 | 2014 | 2015 |
| ---- | ---- | ---- | ---- | ---- | ---- | ---- |
| 62   | ↘46  | ↘44  | ↗49  | ↘45  | ↗46  | ↘44  |
| 2016 |      |      |      |      |      |      |
| ↘41  |      |      |      |      |      |      |